# OS A Ochs Schmidhuber Architekten
OS A Ochs Schmidhuber Architekten GmbH (OS A) ist ein deutsches Architekturbüro mit Sitz in München. Es wurde im Jahr 2000 gegründet. Für Bauten in München wie dem 25hours – The Royal Bavarian am Bahnhofplatz 1 oder dem Atlas Hochhaus im Werksviertel erhielten OS A Ochs Schmidhuber Architekten den German Design Award den Fassadenpreis der Stadt München und die Auszeichnung best of best Iconic Award im Bereich Innovative Architecture. Die Entwicklung und Planung des neuen Münchner Stadtquartiers Die Macherei in Berg am Laim wurde mit dem European Property Award Best Mixed-Use Architecture und Best Mixed-Use Development Award ausgezeichnet. Das Büro beschäftigt rund 50 Mitarbeiter aus 20 Nationen.

## Geschichte
Das Architekturbüro wurde im Jahr 2000 von Fabian Ochs und Florian Schmidhuber gegründet. Die beiden hatten sich während ihrer Tätigkeit bei Herzog & de Meuron im Rahmen des Baus der Fünf Höfe kennengelernt. 2011 wurde die Architektin Julia Senfter als Gesellschafterin in die Geschäftsleitung berufen, 2016 zudem der Architekt Tom Fechtner als Geschäftsführer. Seit Juli 2016 sind OS A Ochs Schmidhuber Architekten eine Gesellschaft mit beschränkter Haftung. Der Sitz des Unternehmens war bis 2012 in Nymphenburg und Moosach, zunächst bis 2008 in der Frundsbergstraße, folgend in der Schragenhofstraße. 2012 verlegte das Büro sein Stammhaus in das Glockenbachviertel in die Müllerstraße 20, 2019 baute es seine firmeneigene Kantine, die OS Aria in der Corneliusstraße beim Gärtnerplatz. Schwerpunkte des Schaffens sind Stadtplanung und Quartiersentwicklung, gewerbliche Stadtbausteine mit Fokus auf New Work und Hotellerie. Wiederkehrende stilistische und gestalterische Merkmale im Gesamtwerk sind jeweils individuell skulptural entwickelte Lösungen für Baukörper und Fassaden und ein umsichtiger Umgang mit historischer Bausubstanz vor der Folie zeitgemäßer baulicher Möglichkeiten und Formgebung. Die geschäftsführenden Gesellschafter Fabian Ochs und Florian Schmidhuber sind Mitglieder der Bayerischen Architektenkammer (ByAK), des Bundes Deutscher Architekten (BDA), Stadtplaner, seit 2011 ständige Mitglieder der Gestaltungskommission Freiham, der Deutsche Gesellschaft für Nachhaltiges Bauen (DGNB) und des U.S. Green Building Council. Im November 2021 wurde das Büro im Rahmen der Preisverleihung der Global Green Business Awards als Best Historic Urban Restoration Architecture Firm – Germany ausgezeichnet.

## Stadtplanung und Bauwerke
Zu den ersten Großprojekten von OS A zählte im Jahr 2002 die Stadtplanung für das im Münchener Westen gelegene Stadtentwicklungsgebiet Freiham auf einer Fläche von 165 Hektar. Entwickelt wurden Struktur und Bebauung, die integrative Verkehrsanbindung und – gemeinsam mit den Landschaftsarchitekten Valentien und Valentien – die Grünflächenplanung. Auf dem Stadtentwicklungsgebiet Freiham errichtete OS A in den Jahren 2008 bis 2010 den schwarzverkleideten, im obergeschossigen Aufbau leicht gedreht konstruierten Werkraumwest an der Clarita-Bernhard-Straße. Von 2012 bis 2014 baute OS A auf der gegenüberliegenden Erwin-Hielscher-Straße in Freiham die europäische Hauptniederlassung des auf die Herstellung orthopädischer Medizinprodukte spezialisierten Unternehmens Arthrex für 500 Mitarbeiter auf einer Fläche von 18.000 m². Das zeitlich parallel gebaute Logistikzentrum für Arthrex in Odelzhausen nimmt mit seiner kubischen Gestaltung der Baukörper das Bauprinzip vorweg, das OS A im Entwurf der Forschungszentrale des US-amerikanischen Konzerns General Electric (2012–2016) in Garching konsequent weiterverfolgt: Auf einer als Acht angelegten Gebäudegrundform „schichten sich“ in Garching „Quader und Kuben aus Glas, Beton und Stahl“ nach oben. Mit zwei Architekturen für den Rindermarkt ist die OS A-Architektur fest im historischen Stadtbild Münchens verankert. Rindermarkt 5 zeigt eine klassische Lochfassade, die durch unterschiedlich hohe Profilfenster rhythmisiert wird, die Fassade des Rindermarkt 13 lebt von einer geometrischen Trompe-l’œil-Struktur aus weißen, grauen und schwarzen Keramikfliesen. Beide Fassadengestaltungen würdigen die innerstädtische und historische Bedeutung des Rindermarktes in aktueller Formgebung. Zu den herausragenden Bauten von OS A zählt die Leisure Architecture für das Unternehmen Jochen Schweizer in Taufkirchen, die in den Jahren 2013 bis 2016 entstand. Die skulpturale Gebäudehülle folgt im Grundriss einem dreiblättrigen Propeller, wodurch drei Räume mit unterschiedlichen Nutzungen entstehen, für das Fliegen, das Surfen und Incentives, nebst einem Zentralbereich mit Empfang und Gastronomie. Seit 2012 arbeitet OS A an den Planungen für den sogenannten Münchner Heimeran, einem Bürokomplex mit einer Fläche von ca. 15.000 m² und einer visionären Turmarchitektur. Das Bauwerk an der Ecke Ridlerstraße und Mittlerer Ring, dessen Erstentwurf in der Öffentlichkeit viel diskutiert wurde, soll schließlich nach der Auffassung der Stadtgestaltungskommission moderater und „weniger verdreht“ realisiert werden. In den Jahren 2014 bis 2016 plante und verwirklichte OS A das umfangreiche Umbau- und Refurbishment-Hotel-Projekt 25hours – The Royal Bavarian am Bahnhofplatz 1. Ursprünglicher Bauherr des einstigen Post- und Telegrafenamts war König Ludwig II. Der Umbau wurde für seine Innenraum- und seine neue Fassadengestaltung mehrfach ausgezeichnet, so auch mit dem German Design Award. Die Jury des Fassadenpreis der Stadt München befand: „Mit großem planerischen Aufwand wurde die Fassade behandelt.“

## Werksviertel und New Work
2014 begannen die Planungsarbeiten zum Umbau und Upcycling des Atlas Hochhaus im Münchner Werksviertel. Statt abzureißen wurde der 14-geschossige Tower der Bestandsarchitektur erhalten, dieser energetisch und ökonomisch auf den optimalen Stand gebracht und mit einer neuen, markanten Fassade verkleidet. Für das Atlas-Projekt erhielt OS A im Jahr 2020 die Auszeichnung best of best der Iconic Awards 2020 mit folgender Stellungnahme der Jury: „Die polygonal gestalteten Eckkanten verleihen dem Hochhaus einen markanten skulpturalen Charakter mit hoher Wiedererkennbarkeit. Ein interessantes Designdetail, das nicht nur von außen wirkt, sondern durch das auch der Innenraum eine besondere, elegante Atmosphäre erhält.“ Im November 2021 wurde das Atlas Hochhaus im Rahmen der Preisverleihung der Global Green Business Awards im Bereich Sustainable für seine Architecture Design Excellence prämiert. Mit dem Um- und Erweiterungsbau des Hotel Sonne in Füssen schuf OS A von 2016 bis 2020 ein Themenhotel mit innovativer 4.0-Ausstattung, das inhaltlich der Geschichte Ludwigs II. und der seiner Zeitgenossen gewidmet ist. Das Hotel Sonne wurde mit dem Iconic Award 2021 in der Kategorie Hospitality mit selection ausgezeichnet. Ab 2016 arbeitete OS A an dem Masterplan eines neuen Stadtquartiers für München, der sogenannten Macherei mit einer Fläche von 74.000 m². Das Quartier liegt im Münchner Osten, in Berg am Laim. Zeitlich parallel plante und realisierte das Büro für die Macherei das Gebäude M6, den sogenannten Inkubator, der im April 2021 fertiggestellt wurde. Die markante Architektur des Inkubator aus einem klinkerverkleideten Sockelbau und einem Aufsatz aus Stahl, Glas, Beton und Lamellenstruktur bietet auf 15.000 m² flexibel nutzbare Flächen für die New Work mit Coworking- und Conference-Spaces, Tagungswelten, Events und Gastronomie. Dem Inkubator wurde der German Design Award 2022 in der Kategorie Excellent Architecture mit der Auszeichnung Special Mention verliehen.

## Auszeichnungen
- 2013: Vorstellung der Fußgängerpassage Geschäftshaus am Altstadtring in best Architects 14
- 2019: German Design Award 2019, herausragende Designqualität, Kategorie Retail Architecture (25hours The Royal Bavarian, München)
- 2019: Fassadenpreis 2019 der Landeshauptstadt München (25hours - The Royal Bavarian, München)
- 2019: European Property Awards Best Mixed-Use Architecture und Best Mixed-Use Development (Macherei, München, Berg am Laim)
- 2020: Iconic Award 2020, Auszeichnung best of best Kategorie Innovative Architecture (Atlas Hochhaus, München)
- 2021: Iconic Award 2021, Auszeichnung selection Kategorie Hospitality (Hotel Sonne, Füssen)
- 2021: German Design Award 2022, Auszeichnung Special Mention, Kategorie Excellent Architecture (Inkubator, Macherei München Berg am Laim)
- 2021 Global Green Business Award (für das Atlas Hochhaus in München)
- 2021 International Interior Design Award (für Hotel Sonne in Füssen)
- 2022 Architektouren 2022 der Bayerischen Architektenkammer (mit Atlas Hochhaus in München)